# Entrambasaguas
Entrambasaguas är en kommun i Spanien. Den ligger i den autonoma regionen Kantabrien i norra delen av landet, 300 km norr om huvudstaden Madrid. Antalet invånare är 5 646 (2024). Arean är 43,19 kvadratkilometer.